# Kunowo (Słupca)
Pour les articles homonymes, voir Kunowo.
Kunowo (prononciation : [kuˈnɔvɔ]) est une localité polonaise du village de Cienin Zaborny de la gmina de Słupca dans le powiat de Słupca de la voïvodie de Grande-Pologne dans le centre-ouest de la Pologne.
La localité possédait une population de 8 habitants en 2006.

## Histoire
De 1975 à 1998, la localité faisait partie du territoire de la voïvodie de Konin.

Depuis 1999, Kunowo est située dans la voïvodie de Grande-Pologne.